# ورنویل له چاتیو
ورنویل له چاتیو (به فرانسوی: Verneuil-le-Château) یک کمون در فرانسه است که در Canton of Richelieu واقع شده‌است.

## خصوصیات
ورنویل له چاتیو ۸٫۴۴ کیلومترمربع مساحت و ۱۵۰ نفر جمعیت دارد.